# Kärleksört
Kärleksört (Hylotelephium telephium) är en perenn som tillhör familjen fetbladsväxter. Tidigare räknades kärleksörten till släktet fetknoppar (Sedum). Arten innehåller dock varianter med många olika utseenden. Därför har den klassificerats på många olika sätt, vilket framgår av den långa synonymlistan nedan.

## Beskrivning
Kärleksörten kan bli cirka 60 cm hög. Den kan stå både i skugga och i sol eftersom dess tjocka blad och rötterna effektivt lagrar vatten inför perioder av torka. Blommorna är svagt rosa, cirka 3–4 mm breda och sitter i täta blomkorgar. Örten odlades förr i tiden bland annat för att lindra brännsår. Kärleksörten fanns ursprungligen bara i Europa, men har introducerats av människan på flera andra ställen och förekommer nu vilt i exempelvis USA.

## Habitat
I Sverige finns två underarter av kärleksört; den vilda H. ssp maximum med utbredning i nästan hela Europa, som har svagt gulaktiga blommor, och den odlade och ibland förvildade ssp H. telephium, som förekommer vild i centrala och östra Europa och har ljusrosa blommor (ofta med rosa toppar). När de inte blommar kan dessa lätt förväxlas. 
Ytterligare två underarter förekommer – H. ssp fabaria (från västra och centrala Europa) och H. ssp ruprechtii (från nordöstra Europa).

### Utbredningskartor
- Norden
- Norra halvklotet

## Biotop
- Berg
- Ruderatmark

## Etymologi
Namnet telephium sägs syfta på kung Telefos i den grekiska mytologin som skulle ha använt kärleksört för att läka sina sår.

## Skrock
Enligt folktro kan man använda kärleksört som orakel för kärlekstycke: Man hängde upp två klumpar kärleksört i trådar i taket, och gav akt på om växterna vände sig mot eller från varandra. 
Kärleksört har fått sitt namn p g a egenskapen att den lever länge, även sedan den grävts upp ur jorden. Därför har folkloristiskt älskande par givit varandra kärleksörter, ty så länge kärleksörten lever, är det ingen fara med kärleken.

## Medicinskt
Telephii herba, radix har en gång i tiden ingått i svenska farmakopén, och tillhandahölls på apoteken. (Herba = ört; radix = rot.)
Krossade blad uppges lindra smärtan vid brännsår.

## Bygdemål
| Namn            | Trakt         | Kommentar                                               | Referens |
| --------------- | ------------- | ------------------------------------------------------- | -------- |
|                 |               |                                                         |          |
| Dundarlauk      | Gotland       | Dunderlök på rikssvenska                                | [ 3 ]    |
| Fetblad         |               |                                                         | [ 1 ]    |
| Fetknopp        |               |                                                         |          |
| Huslök          | Svenskfinland | Växten har traditionellt odlats som täckning på torvtak | [ 4 ]    |
| Taklök          | Svenskfinland | Växten har traditionellt odlats som täckning på torvtak | [ 4 ]    |
| Käringkål       |               | Käring är den man håller kär. Jfr kärleksört            | [ 1 ]    |
| Sankt Hansknopp |               |                                                         | [ 1 ]    |

## Användning
Rotknölarna innehåller cirka 10 procent kolhydrater och har en nötliknande smak. De kan ätas råa men bör kokas i 15 minuter. Nyutslagna blad är en bra källa till vitamin C och kan ätas färska. Kärleksört betraktas som en av de 14 viktigaste vildväxterna i en överlevnadssituation.

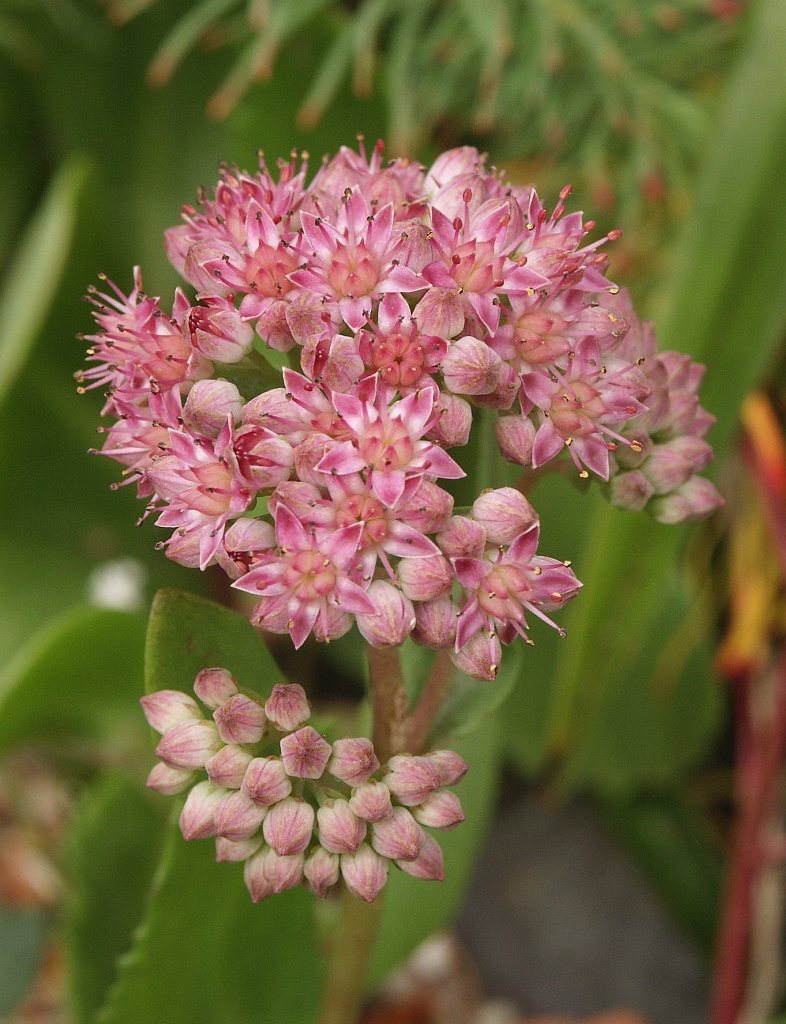
Hylotelephium telephium subsp. telephium

## Synonymer
subsp. telephium
Anacampseros arguta Haw.
Anacampseros aurigerana Jord. & Fourr.
Anacampseros beugesiaca Jord. & Fourr.
Anacampseros buxicola Jord. & Fourr.
Anacampseros convexa Jord. & Fourr.
Anacampseros dumeticola Jord. & Fourr.
Anacampseros lapidicola Jord. & Fourr.
Anacampseros monticulorum Jord. & Fourr.
Anacampseros navieri Jord. & Fourr.
Anacampseros praecelsa Jord. & Fourr.
Anacampseros pycnantha Jord. & Fourr.
Anacampseros repens Jord. & Fourr.
Anacampseros rhodanensis Jord. & Fourr.
Anacampseros saxifraga Jord. & Fourr.
Anacampseros silvatica Timb.-Lagr.
Anacampseros subalbida Jord. & Fourr.
Anacampseros tarnensis (Rouy & E.G.Camus) A.W.Hill
Anacampseros tarnensis Sudre
Anacampseros triphylla Haw.
Anacampseros viridula Jord. & Fourr.
Anacampseros vogesiaca Jord. & Fourr.
Hylotelephium argutum (Haw.) Holub
Hylotelephium borderi (Jord. & Fourr.) Holub
Hylotelephium purpureum (L.) Holub
Hylotelephium triphyllum (Haw.) Holub
Sedum archangelicum Rupr.
Sedum bohuslavii Rupr.
Sedum callayanum Boreau
Sedum complanatum Gilib. 	nom. invalid.
Sedum jullianum Boreau
Sedum maritimum Boguslaw
Sedum purpurascens W.D.J.Koch
Sedum purpureum (L.) Schult.
Sedum sanguineum Ortega
Sedum schultzii Dosch & J.Scriba
Sedum telephium
Sedum telephium Gren. & Godr. nom. illeg.
Sedum telephium proles purpureum (L.) Rouy & E.G.Camus
Sedum telephium subsp. complanatum Rouy & E.G.Camus
Sedum telephium subsp. purpurascens Syme in Sowerby
Sedum telephium subsp. purpureum (L.) Hartm.
Sedum telephium subsp. purpureum Schinz & Thell
Sedum telephium var. aurigeranum (Jord. & Fourr.) Rouy & E.G.Camus
Sedum telephium var. borderei (Jord. & Fourr.) Rouy & E.G.Camus
Sedum telephium var. buxicola (Jord. & Fourr.) Rouy & E.G.Camus
Sedum telephium var. callayanum (Boreau) Rouy & E.G.Camus
Sedum telephium var. dumeticola (Jord. & Fourr.) Rouy & E.G.Camus
Sedum telephium var. lapidicola (Jord. & Fourr.) Rouy & E.G.Camus
Sedum telephium var. monticulorum (Jord. & Fourr.) Rouy & E.G.Camus
Sedum telephium var. navieri (Jord. & Fourr.) Rouy & E.G.Camus
Sedum telephium var. pourretii (Jeanb. & Timb.-Lagr.) Rouy & E.G.Camus
Sedum telephium var. praecelsum (Jord. & Fourr.) Rouy & E.G.Camus
Sedum telephium var. purpureum L.
Sedum telephium var. pycnanthum (Jord. & Fourr.) Rouy & E.G.Camus
Sedum telephium var. repens (Jord. & Fourr.) Rouy & E.G.Camus
Sedum telephium var. rhodanense (Jord. & Fourr.) Rouy & E.G.Camus
Sedum telephium var. saxifragum (Jord. & Fourr.) Rouy & E.G.Camus
Sedum telephium var. subalbidum (Jord. & Fourr.) Rouy & E.G.Camus
Sedum telephium var. tarnense (Sudre) Rouy & E.G.Camus
Sedum telephium var. viridulum (Jord. & Fourr.) Rouy & E.G.Camus
Sedum telephium var. vogesiacum (Jord. & Fourr.) Rouy & E.G.Camus
Sedum thyrsoideum Boreau
Sedum vulgare subsp. purpureum (L.) Nyman comb. illeg.
subsp. fabaria (W.D.J.Koch) H.Ohba 
Anacampseros borderi Jord. & Fourr.
Anacampseros lugdunensis Jord. & Fourr.
Anacampseros pourretii Jeanb. & Timb.-Lagr.
Anacampseros rubella Jord. & Fourr.
Anacampseros rupivaga Jord. & Fourr.
Anacampseros thyrsoidea Boreau
Anacampseros vulgaris Haw.
Hylotelephium vulgare (Haw.) Holub
Sedum carionii Boreau
Sedum carpaticum G.Reuss
Sedum fabaria W.D.J.Koch nom. illeg.
Sedum maximum subsp. fabaria (W.D.J.Koch) Á.Löve & D.Löve
Sedum telephium proles fabaria (W.D.J.Koch) Kirschl.
Sedum telephium proles fabaria (W.D.J.Koch) Rouy & E.G.Camus
Sedum telephium subsp. fabaria (W.D.J.Koch) Syme
Sedum telephium subsp. fabaria Schinz & Thell.
Sedum telephium subsp. vulgare (Haw.) Fröd.
Sedum telephium var. carionii (Boreau) Rouy & E.G.Camus
Sedum telephium var. convexum (Jord. & Fourr.) Rouy & E.G.Camus
Sedum telephium var. lugdunense (Jord. & Fourr.) Rouy & E.G.Camus
Sedum telephium var. rubellum (Jord. & Fourr.) Rouy & E.G.Camus
Sedum telephium var. rupifragum (Jord. & Fourr.) Rouy & E.G.Camus
Sedum vulgare (Haw.) Link
subsp. maximum (L.) H.Ohba
Anacampseros alpestris Jord. & Fourr.
Anacampseros aprica Jord. & Fourr.
Anacampseros assurgens Jord. & Fourr.
Anacampseros caerulescens Timb.-Lagr.
Anacampseros calcareus Sudre 	
Anacampseros cebennensis Jord. & Fourr.
Anacampseros chlorotica Jord. & Fourr.
Anacampseros collina Jord. & Fourr.
Anacampseros corsica Jord. & Fourr.
Anacampseros delphinensis Jord. & Fourr.
Anacampseros erubescens Jord. & Fourr.
Anacampseros maxima (L.) Haw.
Anacampseros millieri Jord. & Fourr.
Anacampseros minor Jord. & Fourr.
Anacampseros pachyphylla Jord. & Fourr.
Anacampseros praeruptorum Jord. & Fourr.
Anacampseros recurva Jord. & Fourr.
Anacampseros serotina Jord. & Fourr.
Anacampseros subrotunda Jord. & Fourr.
Anacampseros ternata Jord. & Fourr.
Anacampseros verlotii Jord. & Fourr.
Hylotelephium jullianum (Boreau) Grulich
Hylotelephium maximum (L.) Holub
Sedum haematodes Mill.
Sedum latifolium Bertol. 	nom. illeg.
Sedum maximum (L.) Hoffm.
Sedum maximum var. atropurpureum hort. ex Praeger
Sedum stepposum Boriss.
Sedum telephium var. alpestre (Jord. & Fourr.) Rouy & E.G.Camus
Sedum telephium var. apricum (Jord. & Fourr.) Rouy & E.G.Camus
Sedum telephium var. assurgens (Jord. & Fourr.) Rouy & E.G.Camus
Sedum telephium var. caerulescens (Timb.-Lagr.) Rouy & E.G.Camus
Sedum telephium var. cebennense (Jord. & Fourr.) Rouy & E.G.Camus
Sedum telephium var. chloroticum (Jord. & Fourr.) Rouy & E.G.Camus
Sedum telephium var. collinum (Jord. & Fourr.) Rouy & E.G.Camus
Sedum telephium var. erubescens (Jord. & Fourr.) Rouy & E.G.Camus
Sedum telephium var. maximum L.
Sedum telephium var. millieri (Jord. & Fourr.) Rouy & E.G.Camus
Sedum telephium var. minus (Jord. & Fourr.) Rouy & E.G.Camus
Sedum telephium var. pachyphyllum (Jord. & Fourr.) Rouy & E.G.Camus
Sedum telephium var. praeruptorum (Jord. & Fourr.) Rouy & E.G.Camus
Sedum telephium var. serotinum (Jord. & Fourr.) Rouy & E.G.Camus
Sedum telephium var. subrotundum (Jord. & Fourr.) Rouy & E.G.Camus
Sedum telephium var. verlotii (Jord. & Fourr.) Rouy & E.G.Camus
subsp. ruprechtii (Jalas) H.Ohba 
Hylotelephium maximum subsp. ruprechtii (Jalas) Dostál
Hylotelephium ruprechtii (Jalas) Tzvelev
Sedum ruprechtii (Jalas) T.Ya.Omelchuk-Myakushko